# لورا نیرو
لورا نیِرو (انگلیسی: Laura Nyro; ۱۸ اکتبر ۱۹۴۷ – ۸ آوریل ۱۹۹۷) یک موسیقی‌دان اهل ایالات متحده آمریکا بود. وی بین سال‌های ۱۹۶۶ تا ۱۹۹۷ میلادی فعالیت می‌کرد.